# Olidiana fasciculata
Olidiana fasciculata är en insektsart som beskrevs av Nielson 1982. Olidiana fasciculata ingår i släktet Olidiana och familjen dvärgstritar. Inga underarter finns listade i Catalogue of Life.